# Candidat
Termenul candidat se referă la cel care aspiră la vreun determinat post, grad, ocupație, etc 
Termenul candidat derivă din obiceiul pe care îl observau în Roma cei care aspirau să obțină diverse demnități (diverse funcții publice) în republică, și care se prezentau la adunările și la reuniunile publice îmbrăcați într-o tunică⁠(d) albă, numită candida, tunică purtată cu mult fast, cu scopul de a atrage atenția și a se fi reperați de cei care urmau ai vota și a le conferi astfel, acele preconizate destine.
În timpul împăratului Gordian , s-au numit, de-asemenea, candidați (candidati), anumiți soldați din legiunile romane, care, spre a se diferenția de ceilalți soldați, purtau niște tunici albe. Difereau, de asemenea, de alți componenți ai legiunilor, prin statură (talie), figură și valoare și, de obicei, luptau în preajma vreunui general sau în preajma împăratului.
Tertulian, ii numește pe cei care cereau botezul, candidati Dei.